# 俞明诗
俞明詩（1865年9月17日—1923年8月11日），字麟洲。浙江绍兴人，清朝诗人。

## 家世生平
父親俞文葆曾任湖南知府，兄長俞明震、俞明觀；弟弟俞明頤。俞明詩18岁嫁給陈三立為繼室。善操琴，自号“神雪馆主”，操琴雅室为“神雪馆”。有《神雪馆诗》。
生4子: 
陈隆恪、陈寅恪、陈方恪、陈登恪。
生3女: 
陈康晦、陈新午（適俞大維，弟俞明頤之子）、陈安醴。
癸亥年（1923年）農曆6月29日卒於金陵头条巷“散原精舍”。